# Бердет (Канзас)
Бердет (енгл. Burdett) град је у америчкој савезној држави Канзас.

## Демографија
По попису из 2010. године број становника је 247, што је 9 (-3,5%) становника мање него 2000. године.
| Група             | 2000.       | 2010.       |
| Белци             | 238 (93,0%) | 243 (98,4%) |
| Афроамериканци    | 0 (0,0%)    | 1 (0,4%)    |
| Азијати           | 0 (0,0%)    | 0 (0,0%)    |
| Хиспаноамериканци | 9 (3,5%)    | 2 (0,8%)    |
| Укупно            | 256         | 247         |